# Evaristo Carvalho
Evaristo Carvalho, właśc. Evaristo do Espírito Santo Carvalho (ur. 22 października 1941, zm. 28 maja 2022 w Lizbonie) – saotomejski polityk, premier Wysp Świętego Tomasza i Książęcej w 1994 oraz w latach 2001–2002, przewodniczący Zgromadzenia Narodowego od 2010 do 2012 roku, prezydent Wysp Świętego Tomasza i Książęcej w latach 2016–2021.

## Życiorys
Evaristo Carvalho urodził się w 1941 na Wyspie Świętego Tomasza. Ukończył kurs administracji w FUNDAB w Brazylii oraz kurs nauki o polityce społecznej w Międzynarodowym Instytucie Międzynarodowej Organizacji Pracy w Genewie.
W latach 1965–1974 pełnił funkcję szefa służb administracyjnych brygady ds. rolnictwa i hodowli zwierząt. Od 1974 do 1975 był szefem gabinetu premiera Leonela Mário d’Alvy. W 1975 zajmował stanowisko inspektora administracji wewnętrznej. Od 1975 do 1977 kierował gabinetem prezydenta Manuela Pinto da Costy. W latach 1976–1977 pełnił również funkcję dyrektora generalnego ds. rolnictwa.
W latach 1977–1978 był sekretarzem stanu ds. administracji terytorialnej, a następnie od 1978 do 1980 ministrem budownictwa, transportu i komunikacji. Od 1982 do 1986 pełnił funkcję zastępcy dyrektora ds. zabezpieczenia socjalnego. Od 1986 do 1988 zajmował stanowisko Rzecznika Praw Obywatelskich.
Od 1988 do 1991 wchodził w skład Rady Administracyjnej firmy Bela Vista. Od 1991 do 1992 był sekretarzem generalnym Prezydencji Republiki. W latach 1992–1994 zajmował urząd ministra obrony i porządku wewnętrznego. Od 7 lipca do 25 października 1994 zajmował stanowisko premiera.
Od 1995 do 1996 był dyrektorem społecznego projektu ds. dostosowania strukturalnego. W latach 1997–2001 pełnił funkcję dyrektora gabinetu prezydenta Miguela Trovoady. Od 26 września 2001 do 28 marca 2002 po raz drugi zajmował urząd szefa rządu. W latach 1975–1990 oraz ponownie od 2006 pełnił mandat deputowanego do Zgromadzenia Narodowego z ramienia Niezależnej Akcji Demokratycznej (Acção Democrática Independente, ADI). W 2006 został przewodniczącym klubu parlamentarnego tej partii. 11 września 2010 objął urząd przewodniczącego parlamentu.
W maju 2011 został mianowany kandydatem rządzącej ADI w wyborach prezydenckich zaplanowanych na 17 lipca 2011. W pierwszej turze wyborów zajął drugie miejsce, zdobywając 21,79% głosów poparcia. W drugiej turze 7 sierpnia 2011 zmierzył się z byłym prezydentem Manuelem Pinto da Costą, z którym przegrał, uzyskawszy 47,12% głosów poparcia.
W wyborach prezydenckich w 2016 wybrany na prezydenta kraju.
Funkcję prezydenta pełnił do 2 października 2021.